# Alfredo Agneta
Alfredo Salvador Agneta (Córdoba, 12 de octubre de 1887-El Palomar, Buenos Aires, 28 de octubre de 1914) fue un teniente de aviación del Ejército Argentino muerto tras un accidente aéreo.

## Biografía
El 10 de agosto de 1912 el presidente Roque Sáenz Peña firmó un decreto por el cual se creaba la Escuela de Aviación Militar, gracias al aporte del Aero Club Argentino que brindaba gratuitamente su parque aerostático. Por ese entonces Agneta era oficial del Ejército y realizó el curso que lo convirtió en aviador.
Fue uno de los pocos aviadores que conoció el manejo de los distintos tipos de aviones existentes en la escuela y fue el primero en realizar un vuelo en un monoplaza Rumpler Taube (La Paloma), uniendo El Palomar con Rosario, durante la visita de Roque Sáenz Peña a esta última.
En varias ocasiones hizo demostraciones de acrobacia sobre el Parque Independencia de Rosario. Poseía el récord de altura, logrado en 1913 en un Blériot XI a 2500 metros de altura.
Sus vuelos eran una verdadera proeza, considerando que por aquellos días no existía comunicación radioeléctrica aire-tierra, y la meteorología no había progresado lo suficiente para predecir cambios del tiempo y la fragilidad de los aviones era enorme.
Después del accidente que lo llevó a la muerte, sus restos fueron trasladados a Rosario.
Una estación de tren del Ferrocarril General Urquiza lleva su nombre.